# Крок уперед 5: Усе або нічого
Крок вперед: Все або нічого (також відомий як Крок вперед 5: Все або нічого) — американський 3D мюзикл 2014 року режисера Тріша Сі. Це п'ятий і останній внесок в поетапної серії фільмів. Фільм був випущений 8 серпня 2014.
В український прокат фільм вийшов з дубляжем українською мовою.

## В ролях
- Райан Гузман — Шон Аса
- Брайана Евіган — Енді Вест
- Міша Гебріел — Едді
- Адам Севані — Роберт «Лось» Олександр III
- Елісон Стоунер — Каміль Ґейдж
- Ізабелла Міко — Алеккса Брава
- Марі Кода — Дженні Кідо
- Крістофер Скотт — Хеір
- Стівен «тВітч» Босс — Джейсон Хардлерсон
- Луїс Росадо — Монстер
- Чадд Сміт — Владд
- Перріс Гебель — Віолет
- Стівен «Стево» Джонс — Джаспер Тарік
- Девід «Кід Девід» Шрейбман — Чад
- Селестина Аледокоба — Селестина
- Фредді HS — менеджер
- Кір «Ґлітч» Спенсер — Ґаудж

## Саундтреки
- I Won't Let You Down — OK GO
- Judgement Day — Method Man
- Lapdance — N*E*R*D
- How You Do That — b.O.b
- 10-hut booty — DDP
- Turn It Up — Bianca Raquel and Celestina
- Demons — Zeds Dead
- Rage the Night Away — Waka Flocka Flame
- My Homies Still — Lil Wayne ft. Big Sean
- Revolution — Diplo ft. Faustix
- Hands Up In the Air — Celestina

## Медіа
Фільм був випущений на DVD і Blu-Ray 4 листопада 2014.

## Збори
Фільм дебютував на 6 північноамериканському прокаті, заробивши 6,5 млн $. Фільм зібрав 14904384$ в Америці і 71261262$ за кордоном і в усьому світі в цілому 86165646$, що робить низькі касові збори за історію серії фільмів.